# Víctor Chávarri
Víctor Francisco Chávarri Salazar (Portugalete, 23 de diciembre de 1854-Marsella, 29 de marzo de 1900) fue un empresario, industrial y político español, de notable importancia en Vizcaya y una de las figuras del desarrollo económico y político del País Vasco a finales del siglo XIX.

## Biografía

### Origen familiar
Nació en 1854 en la calle popularmente conocida como 'calle del Medio' (actualmente calle Víctor Chávarri), en la localidad vizcaína de Portugalete. Miembro de una estirpe distinguida que inició su abuelo, como propietario de minas. Su padre fue Tiburcio Chávarri del Alisal, casado con Natalia Salazar Mac Mahón, ambos de Portugalete. Su madre procedía de una de las más blasonadas familias de la zona. Su abuelo paterno fue un próspero comerciante de mineral de hierro de Triano, José Francisco de Chávarri, natural de Güeñes. Su hermano Benigno fue también diputado y socio inseparable en muchas de sus iniciativas empresariales y políticas. El 18 de junio de 1887, en Bilbao, Víctor Chávarri se casó con Soledad Anduiza Goicoechea. El matrimonio Chávarri Anduiza tuvo tres hijos. Víctor, el mayor y con larga trayectoria en el campo empresarial, nació el 18 de junio de 1888 y casó con Josefa Poveda Echagüe. María de los Ángeles Dolores Martina Chávarri Anduiza fue la segunda hija del matrimonio, nació el 11 de noviembre de 1891 en Bilbao y casó con José María Olábarri Zubiría (1891-1947). La tercera hija del matrimonio, María de las Mercedes Martina Marina, nació el 18 de julio de 1897 y quedó soltera al dedicarse a la vida religiosa.

### Estudios de Ingeniería en Bélgica
Tras estudiar el bachillerato en el Colegio General de Vizcaya, se graduó en 1878 en Ingeniería Civil de Artes y Manufacturas en la Universidad de Lieja. Le acompañó su hermano Benigno, que estudiaría ingeniería mecánica y que sería socio inseparable en el futuro. De su experiencia en Lieja, prolongada en Alemania, regresó en 1878. De Bélgica trajo nuevas ideas para la organización industrial.

### Negocios en todos los ramos de la actividad económica

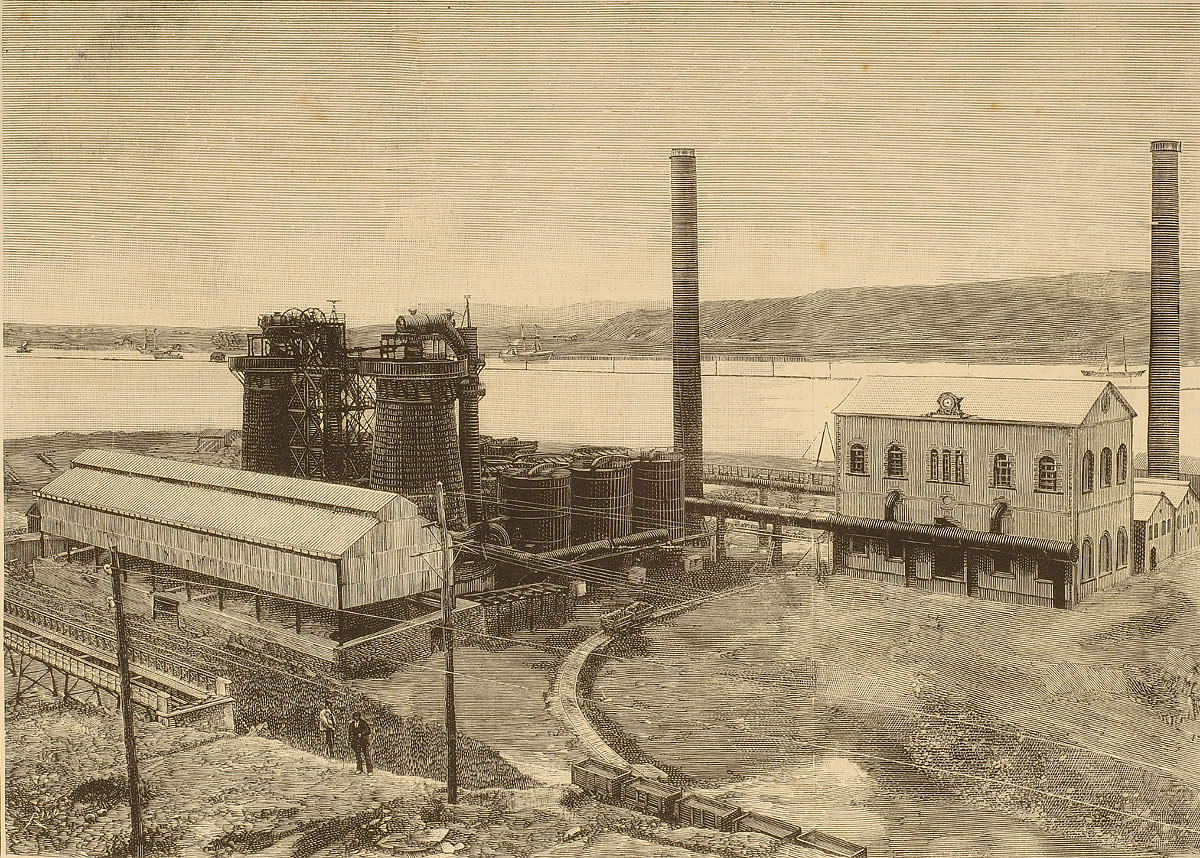
Fábrica La Vizcaya en 1887. De nombre completo Sociedad Anónima Metalurgia y Construcciones La Vizcaya

En poco más de veinte años levantó empresas, construyó ferrocarriles, tuvo negocios inmobiliarios, mineros, etc. Sus negocios motivaron su posterior actividad política, llegando a ser procurador en Cortes. Fue el primer capitalista vizcaíno y fundador de La Vizcaya, primero rival y luego fusionada con Altos Hornos de Bilbao y La Iberia para formar Altos Hornos de Vizcaya (AHV). Aquella factoría, levantada sobre unas marismas aparentemente inutilizables, fue concebida por Chávarri durante uno de los viajes que frecuentemente hacia Ontón y Santander, y su audaz idea no tardó en verse hecha realidad. Fue también fundador del ferrocarril de Bilbao a Santander, y del Vasco-Asturiano, empresa esta que acometió en compañía de José Tartiere y otros financieros y por eso, en su recuerdo, la locomotora n.º 1 de las cinco primeras que recibió la empresa, lleva su nombre.

### Carrera política
Su padre fue concejal en Portugalete. Su abuelo participó en las Juntas Generales, y su tío y tutor de sus hermanos menores de edad, Benigno de Salazar, fue diputado general y luego presidente de la Diputación provincial de Vizcaya entre 1880 y 1884. Su suegro Atanasio Anduiza fue miembro del comité liberal, presidido por Alzola, en abril de 1884. El cuñado de su hermano Benigno, Manuel Goyarrola, era al mismo tiempo secretario del mismo comité. La carrera política de Víctor Chávarri comenzó en 1886. A la hora de tomar partido, Chávarri se decantó por el fusionismo sagastino.

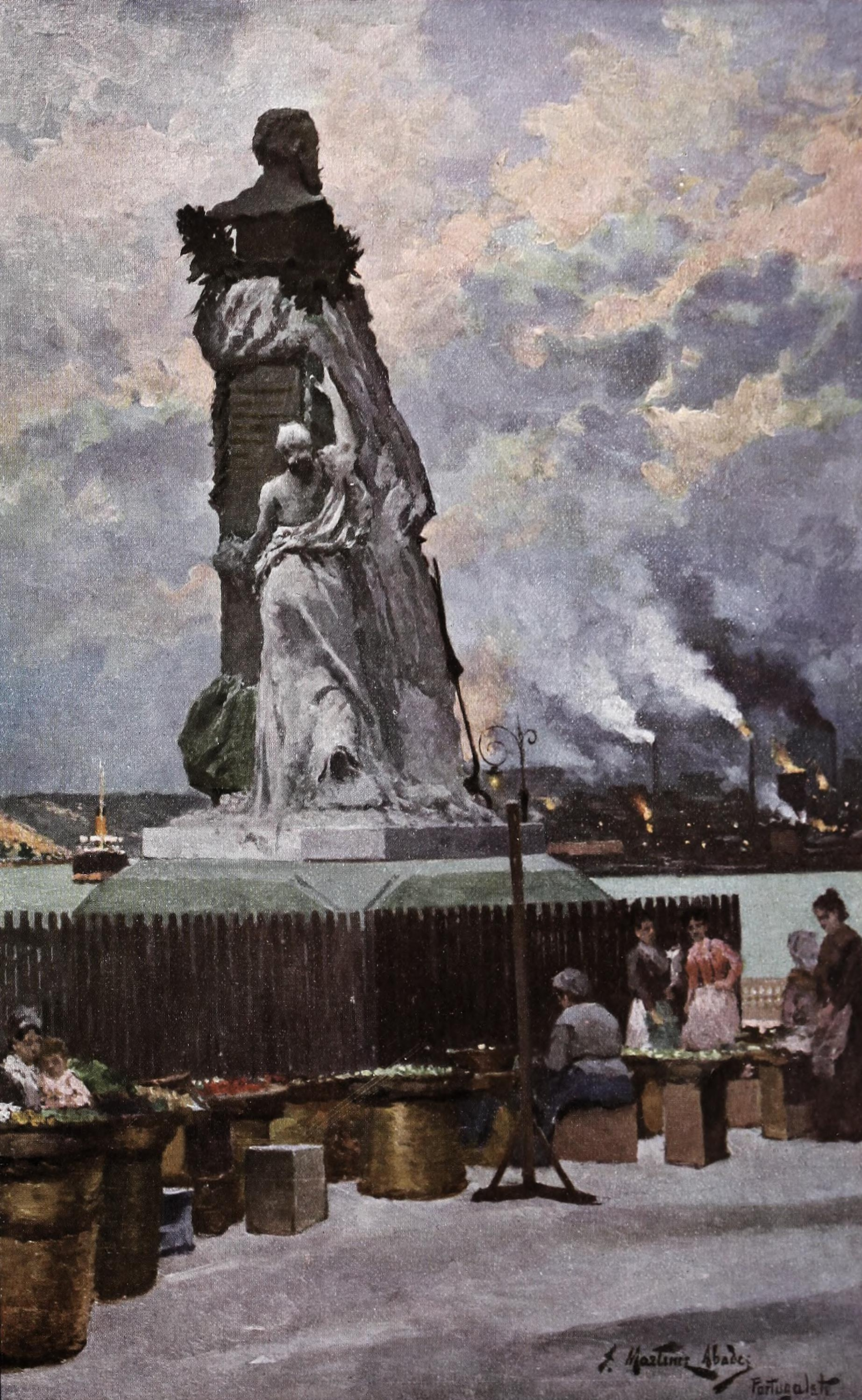
Monumento a Chávarri en Portugalete (ilustración de Martínez Abades en Blanco y Negro, 1905)

Fue senador electivo por Vizcaya en todas las legislaturas desde el 23 de marzo de 1891 hasta su muerte. Luchó contra el gobierno de Segismundo Moret -al que logró derribar- por entender que las gestiones de este, y su tratado con Alemania, perjudicaban el desarrollo de las industrias pesadas españolas. Poseía un barco, al que puso por nombre Laurak-Bat, para recordar en euskera la unión existente entre los cuatro hermanos Chávarri Salazar. En este barco hacía numerosos viajes, especialmente a Ontón, en el límite de la provincia de Vizcaya con la de Santander, donde visitaba las minas y cargaderos de mineral. El plato habitual a bordo era la langosta, obtenida por el expeditivo método de sacar del agua las nasas que, colocadas por los pescadores, se denunciaban por sus flotantes corchos. Al llevarse los crustáceos, dejaba paquetitos con monedas de plata, calculando siempre el precio con generosidad. Era árbitro de la política y de las finanzas vizcaínas. Su hermano, Benigno, fue nombrado marqués de Chávarri en 1914 y en 1920 se creó el título de marqués de Triano a favor de Víctor Chávarri y Anduiza, su hijo. Fue promotor de Neguri. Fue, en definitiva, la persona que más influyó en la Revolución Industrial vizcaína y una de las más importantes figuras del desarrollo económico y político del País Vasco a finales del siglo XIX.

### Fallecimiento prematuro
El 29 de marzo de 1900, en el último año del siglo XIX, Víctor Chávarri Salazar, falleció de un derrame cerebral en Marsella a la edad de 45 años, mientras se hallaba efectuando un viaje por el Mediterráneo. Chávarri fue un innovador en muchos terrenos, en el empresarial, en la extensión de la sociedad anónima como un medio de captación de capitales o en aprovechar las oportunidades de negocio en el sector inmobiliario, pero también lo fue en el aspecto político. Posee una plaza en Bilbao y calles en Oviedo, lugar en el que se encontraba la estación de tren «El Vasco», Sestao y Portugalete.

### Monumento a Víctor Chávarri

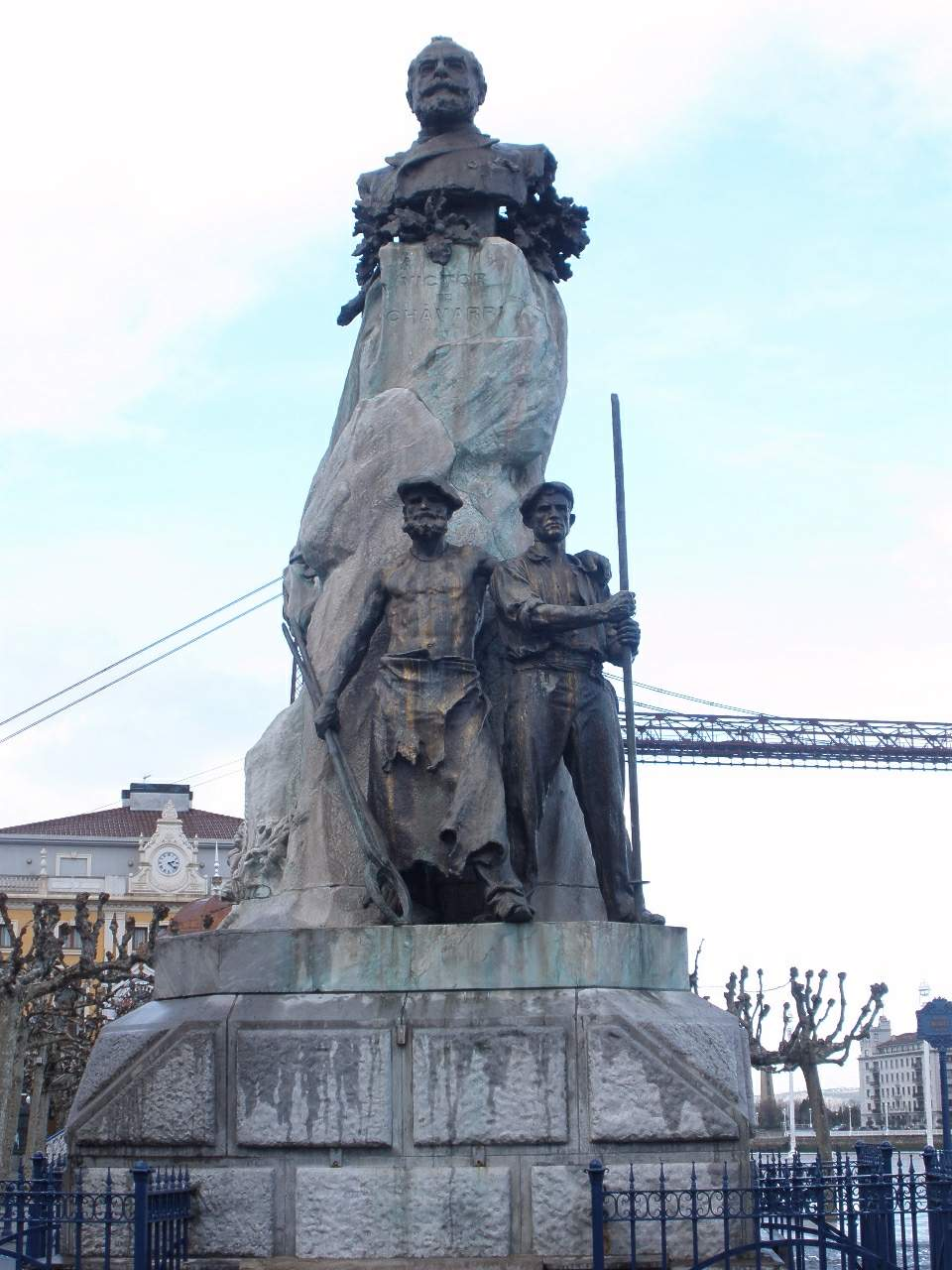
Monumento en Portugalete.

El monumento a Víctor Chávarri está situado en la plaza del Solar de su municipio natal. Construida por el escultor Miguel Blay en el año 1903, la escultura está formada por un busto en bronce de Chávarri sobre un enorme bloque y una base de granito gris donde están situadas dos figuras ligadas a la tradición de la villa: un barrenador (Txomin Garro) y un ferrón (Silvano Rodríguez). Con esta escultura, el artista ganó la Primera Medalla de Oro en la Exposición Internacional de París del año 1905.